# Herodianus
Herodianus was een Griekstalige schrijver, mogelijk afkomstig uit Antiochië in Syrië, en leefde van ± 170 tot 240 na Chr. Hij was een eenvoudige Romeinse ambtenaar die een kleurrijke geschiedenis in het Grieks schreef met de titel De Geschiedenis van het keizerrijk na Marcus Aurelius  (τῆς μετὰ Μάρκον βασιλείας ἱστορία) in acht boeken over de jaren 180 tot 238. Zijn werk wordt niet als geheel betrouwbaar beschouwd. Herodianus zelf was mogelijk een Syriër, hoewel hij blijkbaar een aanzienlijke periode in Rome heeft gewoond. Uit zijn bestaande werk lijkt het erop dat hij nog steeds op hoge leeftijd leefde tijdens het bewind van Gordianus III, die in 238 de troon besteeg. Verder is er niets over zijn leven bekend.

## De Geschiedenis van het Romeinse Keizerrijk sinds Marcus Aurelius
Hij schreef in het Grieks over de Romeinse geschiedenis tussen 180 en 238 na Chr., dat wil zeggen van de regering van keizer Marcus Aurelius tot de troonsbestijging van Gordianus III. De inhoud is enigszins ongelijkmatig verdeeld: de acht boeken worden steeds korter, en de meeste aandacht gaat uit naar het Vijfkeizerjaar 193 en het Zeskeizerjaar 238.
Herodianus heeft verschillende gebeurtenissen meegemaakt. Zijn persoonlijke herinneringen vormen, samen met getuigenissen van ooggetuigen, de basis van zijn werk. Een enkele keer, zoals bij de beschrijving van Septimius Severus' succesvolle campagnes tegen de Parthen, lijkt zijn bron een monument te zijn (in dit geval de Boog van Septimius Severus op het Forum Romanum).
Het werk bevat daardoor wel veel interessante en belangrijke details, zoals de schitterende beschrijving (in 5.6) van het in Rome gevierde Akitufestival ten tijde van de regering van Heliogabalus (218-222). Herodianus' verslag van diens bewind is aanzienlijk minder gekleurd dan dat van zijn oudere tijdgenoot en collega, de deftige senator Cassius Dio.
Omdat De Geschiedenis van het Romeinse Keizerrijk sinds Marcus Aurelius in vlot Grieks is geschreven, heeft het altijd lezers gehad. Zijn reputatie, die lange tijd heeft geleden onder het feit dat hij voor de eerste helft van zijn werk een concurrent heeft in de vorm van Cassius Dio, is de laatste tijd sterk verbeterd. Dat Herodianus niet behoorde tot de maatschappelijke elite, wordt hem niet langer nagedragen.

## Inhoudsoverzicht
"De Geschiedenis van het keizerrijk na Marcus Aurelius" is een achtdelig werk dat volledig bewaard is en de volgende delen omvat:
- Boek 1 betreft de jaren 180 - 192: De heerschappij van Commodus
- Boek 2 betreft het jaar 193: Het Vijfkeizerjaar
- Boek 3 betreft de jaren 193 - 211: De heerschappij van Septimius Severus
- Boek 4 betreft de jaren 211 - 217: De heerschappij van Caracalla
- Boek 5 betreft de jaren 217 - 222: De heerschappij van Macrinus en Heliogabalus
- Boek 6 betreft de jaren 222 - 235: De heerschappij van Severus Alexander
- Boek 7 betreft de jaren 235 - 238: De heerschappij van Maximinus I Thrax
- Boek 8 betreft het jaar 238: Het zeskeizerjaar

## Recente literatuur
- F.L. Müller, Herodian. Geschichte des Kaisertums nach Marc Aurel: Griechisch und Deutsch, Stuttgart, 1996.

## Nederlandse vertalingen
- Herodianus, Donkere wolken boven Rome. Het Romeinse rijk in de derde eeuw, vert. M.F.A. Brok en V. Hunink, 2017, ISBN 9789025307998
- Herodianus, Crisis in Rome (Ab excessu divi Marci), trad. M.F.A. Brok, Bussum, 1973.

- Bibsys: 90055781
- Biblioteca Nacional de España: XX823866
- Bibliothèque nationale de France: cb12118729d (data)
- CiNii: DA01524153
- Gemeinsame Normdatei: 118639587
- International Standard Name Identifier: 0000 0003 7420 3460
- Library of Congress Control Number: n50068736
- Nationale Bibliotheek van Letland: 000254913
- Nationale Bibliotheek van Tsjechië: jn19990003492
- Nationale Bibliotheek van Israël: 987007262501405171
- Nationale Bibliotheek van Polen: a0000001855378
- Nationale en Universitaire bibliotheek Zagreb: 000512061
- Nederlandse Thesaurus van Auteursnamen: 069613818
- Réseau des bibliothèques de Suisse occidentale: 02-A000079945
- Istituto Centrale per il Catalogo Unico: MILV087308
- LIBRIS: 190605
- SNAC: w6x93nh1
- Système universitaire de documentation: 029594685
- Trove: 936348
- Virtual International Authority File: 87614586
- WorldCat: E39PCjvWhgFVRtXR9yJmmdCYj3